# Маазу, Оуво Мусса
Оуво́ Мусса́ Маазу́ (фр. Ouwo Moussa Maazou; род. 25 августа 1988, Ниамей) — футболист, нападающий люксембургского клуба «Дифферданж 03». Выступал за сборную Нигера.

## Карьера

### Клубная
Воспитанник армейского клуба АСФАН. За этот клуб дебютировал в сезоне 2005/06, забив в чемпионате Нигера 17 голов. По итогам первенства был признан лучшим футболистом своей страны. В 2007 году перешёл на правах аренды в клуб «Дуэйн» из Того, за который отличился один раз в 8 матчах. Через несколько месяцев вернулся в свой родной клуб, в котором в 2007—2008 годах забил двадцать мячей в тридцати четырёх матчах. В январе 2008 года перебрался в бельгийский клуб «Локерен». Забив шесть голов в первых девяти матчах, в итоге на счету Маазу, выступавшего за этот клуб, было 14 голов в чемпионате Бельгии в сезоне 2008/09, став таким образом лучшим бомбардиром клуба в этом сезоне.
3 января 2009 года подписал пятилетний контракт с российским клубом ЦСКА, в соответствии с первоначальной договорённостью должен был присоединиться к армейцам летом, но африканец захотел присоединиться к армейцам немедленно. В итоге трансфер Маазу в ЦСКА состоялся в марте 2009 года. По заработной плате стал самым высокооплачиваемым спортсменом Нигера. За ЦСКА Маазу дебютировал 12 апреля 2009 года в 4-м туре чемпионата России, выйдя на замену на 70-й минуте домашней игры против московского «Локомотива», а на 87-й минуте матча забил свой первый гол в чемпионатах России, ставшим четвёртым голом его команды в этой игре. Матч закончился победой армейцев со счётом 4:1. Маазу в этой игре получил оценку 6,0 (из 10) от газеты «Спорт-Экспресс». Всего в 2009 году Маазу провёл за армейцев 19 матчей, в которых забил три мяча.
В начале 2010 года был арендован клубом «Монако» на шесть месяцев. 25 августа 2010 года перешёл в «Бордо». Контракт с французским клубом заключён на правах аренды с последующим правом выкупа. В январе 2011 года, из-за конфликта с болельщиками, был вынужден покинуть клуб. 29 января игрок был арендован «Монако», за который уже выступал в начале 2010 года. После «Монако» были две непродолжительные аренды в бельгийский «Зюлте-Варегем» и французский «Ле-Ман». 6 июля 2012 года подписал контракт с командой «Этуаль дю Сахель», выступающей в чемпионате Туниса.
По итогом 2011 года получил награду для худшего игрока французского Лиги 1 — «Свинцовый мяч», пародийной футбольной премии, ежегодно вручаемой местным спортивным изданием Les Cahiers du Football.

### В сборной
За сборную Нигера дебютировал 31 мая 2008 года в матче против сборной Уганды. Всего он провёл шесть матчей за свою национальную команду и отличился победным голом в ворота сборной Египта в рамках отборочных матчей Кубка африканских наций 2012.

## Достижения
- Обладатель Кубка России: 2008/09
- Лучший футболист Нигера: 2006[12]
- Лучший спортсмен Нигера: 2007, 2008[12]
- Лучший футболист Фландрии: 2008[12]
- Финалист Кубка Франции: 2009/10